# 103rd Airlift Wing

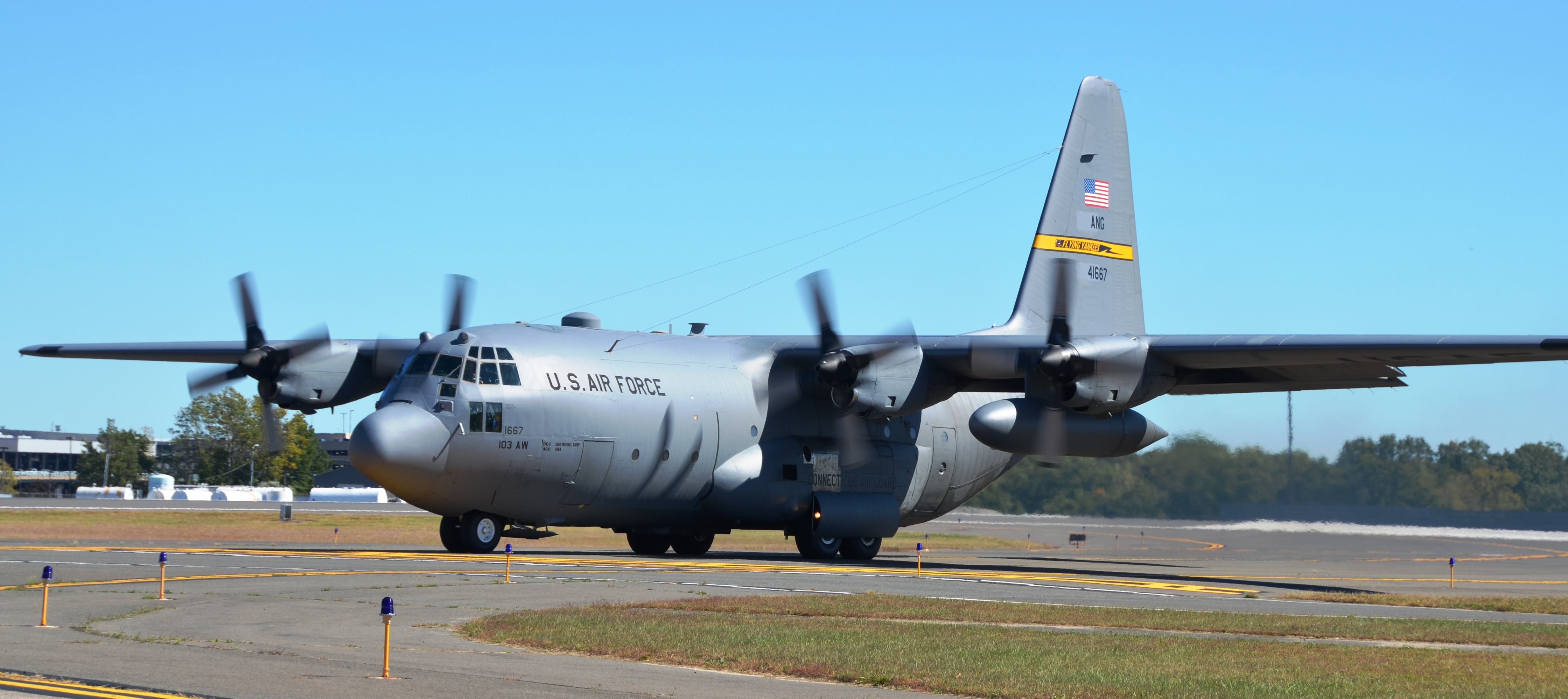
C-130H dello Stormo

Il 103rd Airlift Wing è uno Stormo da trasporto del Connecticut Air National Guard. Riporta direttamente all'Air Mobility Command quando attivato per il servizio federale. Il suo quartier generale è situato presso la Bradley Air National Guard Base, Connecticut.

## Organizzazione
Attualmente, al settembre 2017, esso controlla:
- 103rd Operations Group, striscia di coda gialla e nera con scritta FLYING YANKEES gialla
  - 103rd Operations Support Flight
  -  118th Airlift Squadron - Equipaggiato con C-130H
- 103rd Maintenance Group
  - 103rd Aircraft Maintenance Squadron
  - 103rd Maintenance Squadron
  - 103rd Maintenance Operations Flight
- 103rd Mission Support Group
  - 103rd Civil Enginner Squadron
  - 103rd Communications Flight
  - 103rd Force Support Squadron
  - 103rd Logistics Readiness Squadron
  - 103rd Security Forces Squadron
- 103rd Medical Group
- 103rd Air Control Squadron, Orange Air National Guard Station, Connecticut